# 王佐 (元朝)
王佐（？—1358年），字元辅，晋宁（今山西临汾市）人，元朝人物。

## 生平
元顺帝至正年间，跟随父亲居住在上都，在里巷教书，不违心追随时尚。红巾军攻打上都，王佐仓卒不能避，被红巾军俘获，需要让他投降。王佐傲岸如常，诟骂不断，于是被杀害。